# Diana Weicker
Diana Mary Helen Ford Weicker, née le 26 mai 1989, est une lutteuse canadienne.

## Carrière
Elle est médaillée d'or des moins de 53 kg aux Jeux du Commonwealth de 2018 à Gold Coast, puis médaillée de bronze dans la même catégorie aux Championnats du monde de lutte 2018 à Budapest.